# 択捉 (海防艦)
択捉（えとろふ、旧字体：擇捉）は、日本海軍の海防艦。普遍的には択捉型海防艦の1番艦とされているが、海軍省が定めた公式類別では占守型海防艦の5番艦。艦名は運送船択捉丸 に次いで2代目。艦名の由来は択捉島から。なお、常用漢字の制定後も資料（戦史叢書等）によっては、当時の命名時、その他法令令達上で使用された、旧字体の「擇捉」で表記されることも多い。

## 艦歴

### 建造
海防艦択捉（えとろふ）は、1941年（昭和16年）に決定したマル急計画により、日本海軍が建造した急造海防艦。海防艦甲型、仮称艦名第310号艦として計画。1942年（昭和17年）3月23日、大阪鉄工所桜島工場 で起工。8月20日、「択捉」と命名。本籍を佐世保鎮守府と仮定。
1943年（昭和18年）1月29日、進水。5月15日、竣工した。同年3月には既に姉妹艦3隻（松輪、佐渡、隠岐）が竣工しており、択捉は4番目の竣工となった
本籍を佐世保鎮守府に、役務を佐世保鎮守府警備海防艦にそれぞれ定められる。佐世保鎮守府附属に編入。

### 昭和18年の行動
1943年（昭和18年）6月1日、択捉は南西方面艦隊麾下の第一海上護衛隊に編入される。姉妹艦2隻（松輪、佐渡）に続き、第一海上護衛隊に配備された3隻目の海防艦となった。同隊北支隊に配され、主として内地-台湾間の護衛に従事した。8月1日、軍隊区分は廃止され、すべて第一海上護衛隊司令官の直率となった。
7月29日、「択捉」が護衛していたヒ02船団が南シナ海で日本へ向かう途中のドイツ潜水艦「U511」と遭遇。船団側は敵と誤認して攻撃を行い、最終的に「択捉」から武装臨検隊が「U511」に乗り込み、説明を受けてようやく誤解が解かれた。
11月15日、日本海軍は海上護衛総司令部（司令長官及川古志郎大将）を新編する。第一海上護衛隊所属の本艦も同部隊の麾下となった。12月以降、大鷹型航空母艦（海鷹、大鷹、雲鷹、神鷹）は整備や修理を終えた艦から順番に海上護衛総司令部部隊に編入され、南西方面航路の護衛に従事することになった。

### 昭和19年の行動
1944年（昭和19年）4月上旬、択捉は「ヒ57船団」に加わる。ヒ57船団は護衛艦（空母〈海鷹〉、海防艦〈択捉、壱岐、占守、第9号〉、他2隻）で加入船舶9隻を護衛し、4月1日門司を出撃。高雄港やカムラン湾を経て、4月16日シンガポールに到着した。
折り返しの「ヒ58船団」に所属。ヒ58船団は護衛艦（海鷹、択捉、壱岐、占守、第9号海防艦）で加入船舶7隻を護衛し、4月21日シンガポールを出撃する。5月3日、門司に到着した。
第一海上護衛隊は8月16日附で軍隊区分掃蕩隊第三掃蕩小隊を海防艦4隻（佐渡、松輪、日振、択捉）に改編し、同小隊は佐渡海防艦長の指揮下で行動することになった。
8月上旬、日本海軍は南西方面向け重要船団ヒ71船団を編成する。第六護衛船団司令官梶岡定道少将を指揮官とするヒ71船団は、護衛艦（空母〈大鷹〉、駆逐艦2隻　〈藤波、夕凪〉、海防艦〈平戸、倉橋、御蔵、昭南、第11号〉）で加入船舶20隻を護衛、門司を出撃した。
立ち寄った馬公市で伊良湖含め船舶5隻を分離、別の船舶1隻を加えて8月17日に出撃する。この時、当初護衛艦8隻に加えて第一海上護衛隊の4隻（駆逐艦〈朝風〉、第三掃蕩小隊〈佐渡、松輪、日振、択捉〉）が護衛強化のためヒ71船団に加えられた。
8月18日朝、永洋丸が雷撃を受けて損傷、駆逐艦夕凪護衛下で高雄港に引き返した。ルソン島北西岸航行中の同日夜、天候悪化により船団隊形が乱れる最中、アメリカ潜水艦複数隻がヒ71船団を襲撃する。22時30分頃、大鷹は米潜水艦ラッシャー の雷撃により北緯18度12分 東経120度22分 / 北緯18.200度 東経120.367度地点で沈没した。大混乱に陥った船団は次々に襲撃され4隻（帝亜丸、速吸、帝洋丸、玉津丸）が沈没、損傷艦（阿波丸、能代丸）を出す。
択捉は運送艦能代丸の護衛につき、遭難現場にとどまって対潜掃蕩をおこなう第三掃蕩小隊僚艦3隻（佐渡、松輪、日振）と分離した。第三掃蕩小隊は遭難現場を引き払いマニラへ移動中の8月22日朝、マニラ沖合で潜水艦2隻（ハーダー、ハッド）に襲撃され3隻（佐渡、松輪、日振）とも撃沈された。残存艦が択捉のみとなった第三掃蕩小隊は、8月24日に編成を解かれた。
なおヒ71船団はマニラで編成替を行い、加入船舶12隻を護衛艦（海防艦〈平戸、倉橋、第2号、御蔵〉、駆逐艦〈藤波〉、第28号駆潜艇）で護衛し、8月26日出撃（9月1日、シンガポール着）。9月1日、シンガポールに到着した。
択捉は姉妹艦占守と共に「マモ02船団」に加入し、内地に帰投した。
11月中旬、択捉はヒ81船団に加わる。ヒ81船団は第八護衛船団指令案佐藤勉少将を指揮官とし、護衛艦（空母〈神鷹〉、駆逐艦〈樫〉、海防艦〈9号、11号、61号、対馬、択捉、昭南、久米、大東〉）で加入船舶11隻を護衛した。この船団は石油輸送と共に、日本陸軍第23師団のフィリピン輸送の任務を負っていた。
11月14日、ヒ81船団は門司を出撃、中国大陸沿岸航路をたどるべく東シナ海を横断した。11月15日、ヒ81船団は米潜水艦（クイーンフィッシュ）の襲撃をうけ、陸軍特殊船あきつ丸が被雷沈没する。11月17日夕刻、米潜水艦（ピクーダ）の雷撃で陸軍特殊船摩耶山丸が北緯33度17分 東経124度45分 / 北緯33.283度 東経124.750度地点で沈没した。午後11時頃、米潜水艦（スペードフィッシュ） の雷撃により神鷹が北緯32度59分 東経123度38分 / 北緯32.983度 東経123.633度地点で沈没した。ヒ81船団は空母1隻・陸軍特殊船2隻を喪失し、陸海軍将兵合計6000名以上が戦死する結果となった。
12月12日、択捉は海防艦昭南、久米、第9号海防艦、第19号海防艦と共に「ヒ82船団」を護衛してシンガポールを出港した。17日、船団はカムラン湾に到着する。同地で駆逐艦潮（第7駆逐隊）を加えた船団は、19日にカムラン湾を出港し、ベトナム沿岸を北上した。12月21日の朝、船団はアメリカ潜水艦フラッシャーに発見される。フラッシャーは船団を追跡 し、徐々に護衛の薄い方向に回りこんで攻撃態勢に入る。同日、第19号海防艦がシンガポールに向かう特設運送船(給油船)日栄丸（日東汽船、10,020トン）の護衛のため船団から分離し、反転してカムラン湾に向かう。翌22日午前5時頃、択捉を含む護衛艦5隻全てが船団の近くから離れてしまい、船団は一時的に護衛なしの状態となる。フラッシャーはこの好機を逃さず、北緯15度02分 東経109度08分 / 北緯15.033度 東経109.133度の地点で攻撃を開始した。5時50分、フラッシャーは艦尾魚雷発射管から魚雷を4本発射。タンカー音羽山丸（三井船舶、9,204トン）の船尾と中央部に魚雷が1本ずつ命中する。音羽山丸は航空機用ガソリン17,000トンを積んでおり、数百メートルの火柱を上げて炎上しながら、左舷に倒れて船尾から沈没していった。直後の5時51分には2TL型戦時標準タンカーありた丸（石原汽船、10,238トン）の左舷油槽に魚雷が1本命中。ありた丸も搭載していた航空機用ガソリン16,000トンが誘爆。火達磨となって6時22分に沈没していった。6時30分ごろには、フラッシャーは特設運送船(給油船)御室山丸（三井船舶、9,204トン）に対して魚雷を4本発射し、御室山丸の船尾機関室前部に魚雷1本が命中する。重油16,000トンを積んでいた御室山丸は黒煙を上げながら沈没した。日本側は機雷敷設区域に入り込んだと考えたため、フラッシャーへの反撃を行わなかった。
24日9時00分、船団は高雄に到着した。ここで1TL型戦時標準タンカー橋立丸（日本水産、10,021トン）が、積んでいた航空機用ガソリン17,000トンを台湾の守備隊用に回すことになったため船団から分離した。翌25日、航空機用ガソリン8,800トン、錫2,000トン、生ゴム1,000トンを積んだ逓信省標準TM型タンカーぱれんばん丸（三菱汽船、5,237トン）のみとなった船団を護衛して高雄を出港する。
同日（12月25日）、択捉は第十二航空艦隊千島方面根拠地隊に編入された。26日、船団は基隆に寄港する。同地で第9号海防艦が船団から分離し、海防艦笠戸が加入する。同日、基隆を出港した船団は中国沿岸を北上し、舟山に寄港。1945年1月1日9時00分に舟山を出港し、3日に泗礁山泊地に到着。4日8時30分に泗礁山泊地を出港し、9日18時4分に船団は六連に到着した。択捉は佐世保で修理と整備をおこなった。

### 昭和20年の行動
1945年（昭和20年）2月7日、佐世保を出港した。2月25日、舞鶴に到着する。以降は舞鶴、大湊、千島方面の護衛に従事した。
同年4月10日、役務を佐世保鎮守府予備海防艦から警備海防艦に定められる。同日、大湊警備府第百四戦隊に編入された。北海道、千島方面の護衛に従事した。終戦を稚内で迎える。10月5日、帝国海防艦籍から除籍。10月12日、帝国艦船特別輸送艦と呼称される。復員輸送に従事した。12月1日、佐世保地方復員局所管の特別輸送艦に定められる。
1946年（昭和21年）12月30日、特別保管艦に指定される。
1947年（昭和22年）8月5日、特別輸送艦の定めを解かれ、賠償艦としてアメリカ軍へ引き渡された。しかし、アメリカ軍では戦時中の大量建造により、より高性能な自国の護衛駆逐艦の一部が余剰となっていたためすぐに売却され、9月7日-10月13日にかけて播磨造船所呉船渠で解体された。

## 艦長
艤装員長
1. 前田清海 中佐：1943年4月13日 - 1943年5月15日

海防艦長/艦長
1. 前田清海 中佐：1943年5月15日 - 1943年8月20日
2. 岡巌 中佐：1943年8月20日 - 1944年2月1日
3. 池田暎 中佐：1944年2月1日 - 1944年7月1日
4. 杉本安政 少佐/中佐：1944年7月1日 - 1945年11月10日
5. 並木秀夫 中佐/第二復員官：1945年11月10日 - 艦長1945年12月20日 - 1946年4月1日[注釈 4]
6. 繼一 第二復員事務官/復員事務官：1946年4月1日 - 1946年7月25日
7. 溝口智司 復員事務官：1946年7月25日 - 1947年1月20日
8. 草野家康 復員事務官：1947年7月17日 - 1947年8月5日